# Soap Opera Digest Awards
Il Soap Opera Digest Awards è stato un premio televisivo statunitense, consegnato annualmente dal 1984 al 2005 dalla rivista Soap Opera Digest, specializzata appunto in soap opera.
A differenza degli Emmy Awards, che premiano in due serate diverse i Daytime Emmy (per l'ora diurna) e Primetime Emmy (per la prima serata) i Soap Opera Digest Awards premiano in un'unica serata entrambe le categorie. I premi per il Primetime sono stati consegnati fino al 1992.

## Categorie
- Soap Opera Digest Award per la migliore soap opera
- Soap Opera Digest Award per il miglior attore in una soap opera
- Soap Opera Digest Award per il miglior attore non protagonista in una soap opera
- Soap Opera Digest Award per il miglior giovane attore protagonista in una soap opera
- Soap Opera Digest Award per il miglior attore debuttante in una soap opera
- Soap Opera Digest Award per il miglior attore comica in una soap opera
- Soap Opera Digest Award per il miglior cattivo in una soap opera
- Soap Opera Digest Award per il miglior eroe in una soap opera
- Soap Opera Digest Award per la miglior attrice in una soap opera
- Soap Opera Digest Award per la miglior attrice non protagonista in una soap opera
- Soap Opera Digest Award per la miglior giovane attrice protagonista in una soap opera
- Soap Opera Digest Award per la miglior attrice debuttante in una soap opera
- Soap Opera Digest Award per la miglior attrice comica in una soap opera
- Soap Opera Digest Award per la miglior cattiva in una soap opera
- Soap Opera Digest Award per la miglior eroina in una soap opera
- Soap Opera Digest Award per la miglior coppia in una soap opera
- Soap Opera Digest Award alla carriera

## Miglior soap opera (per il Primetime)
- Dynasty, (1984)
- Dynasty, (1985)
- California, (1986)
- California, (1988)
- California, (1989)
- California, (1990)
- California, (1991)
- California, (1992)

## Miglior soap opera (per il Daytime)
- Il tempo della nostra vita, (1984)
- Il tempo della nostra vita, (1985)
- Il tempo della nostra vita, (1986)
- Il tempo della nostra vita, (1988)
- Il tempo della nostra vita, (1989)
- Santa Barbara, (1990)
- Il tempo della nostra vita, (1991)
- Il tempo della nostra vita, (1992)
- Il tempo della nostra vita, (1993)
- Il tempo della nostra vita, (1994)
- Il tempo della nostra vita, (1995)
- Il tempo della nostra vita, (1996)
- General Hospital, (1997)
- General Hospital, (1998)
- General Hospital, (1999)
- General Hospital, (2000)
- Il tempo della nostra vita, (2001)
- General Hospital, (2003)
- General Hospital, (2005)

## Curiosità
- Non si sono tenute tre edizioni, 1987-2002 e 2004.